# Lesley-Ann Brandt
Pour les articles homonymes, voir Brandt.
Lesley-Ann Brandt est une actrice sud-africaine naturalisée américaine, née le 2 décembre 1981 au Cap, en Afrique du Sud.
Elle se fait remarquer par le rôle de Naevia, qu'elle incarne dans les séries Spartacus : Le Sang des gladiateurs (2010) et Spartacus : Les dieux de l'arène (2011). Mais c'est surtout le rôle de Mazikeen « Maze » Smith, qu'elle incarne dans la série fantastique Lucifer (2016-2021) qui la fait connaître du grand public.

## Biographie

### Jeunesse et formation
Elle est élevée au Cap, en Afrique du Sud, mais en 1999, elle s'installe en Nouvelle-Zélande à Auckland, avec ses parents et son petit frère,. Durant sa jeunesse, elle pratique le hockey et le baseball.
Elle travaille ensuite comme vendeuse et informaticienne et fait aussi de la promotion pour la marque Red Bull, avant de prendre la décision de se consacrer à sa carrière d'actrice.

### Carrière
Repérée par des directeurs de casting locaux, elle décroche son premier rôle, en 2007, pour un épisode du soap opera néo-zélandais diffusé sur TVNZ 2, Shortland Street.
En 2009, première percée lorsqu'elle joue l'un des premiers rôles de l'éphémère série Diplomatic Immunity. Il s’agit d’une série télévisée comique néo-zélandaise.
En 2010, elle s’exporte et obtient un rôle d'envergure avec la série Spartacus : Le Sang des gladiateurs. Créée par Steven S. DeKnight, la série s’intéresse à la vie du gladiateur Spartacus. Elle y incarne Naevia et se fait remarquer grâce à sa performance. L'acteur principal, Andy Whitfield, est décédé le 11 septembre 2011 des suites d'un lymphome non hodgkinien, ce qui avait conduit à repousser, en mars 2010, le tournage de la deuxième saison. Il a été remplacé par Liam McIntyre pour la suite de la série.

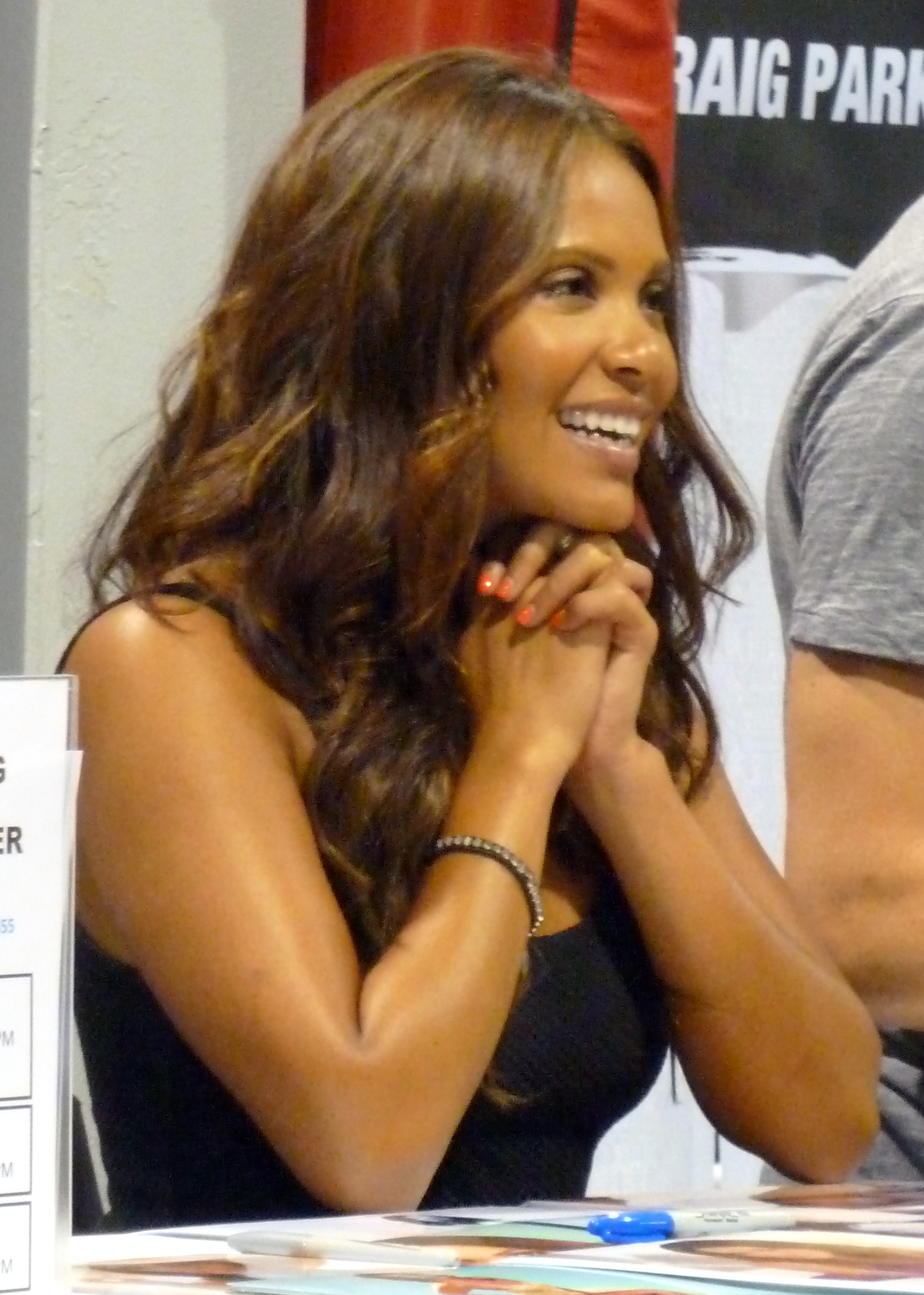
Lors de l'édition 2012 de la convention Wizard World à Chicago.

Elle retrouve son personnage pour le préambule de la série télévisée Spartacus, la mini-série Spartacus : Les Dieux de l'arène. Sortie en 2011, elle a enregistré aux États-Unis des audiences supérieures à la première saison de la série originale. Le sixième et dernier épisode a réalisé la meilleure audience historique de la franchise avec 1,72 million de téléspectateurs.
Cependant, la même année, en dépit du succès rencontré, elle préfère quitter la série afin de se consacrer à d'autre projets. Elle est alors remplacée par Cynthia Addai-Robinson. En effet, Lesley-Ann Brandt préfère un rôle récurrent dans la saison 7 des Experts : Manhattan.
En 2013, elle joue le premier rôle féminin dans le drame australien Drift de Morgan O'Neill aux côtés de Xavier Samuel et Sam Worthington. Une production qui, malgré récompenses et citations lors de cérémonies de remises de prix, est très mal reçue par la critique.
L'année suivante, elle fait quelques apparitions en tant que guest-star dans des séries comme Being Mary Jane, Killer Women, Gotham ainsi qu'un rôle récurrent dans la saison 3 de Single Ladies,. Entre 2014 et 2015, elle est aussi un rôle régulier de la saison 1 de Flynn Carson et les Nouveaux Aventuriers.
En mars 2015, elle remplace l'actrice Lina Esco dans le rôle de Mazikeen pour la série fantastique Lucifer. C'est ce rôle qui la révèle réellement pour le grand public et la fait connaître auprès d'une plus large audience. Ce show suit les aventures de Lucifer Morningstar, lassé d'être le « Seigneur des Enfers ». La série reçoit initialement des critiques mitigées de la part des médias au cours de sa première saison, bien que les saisons suivantes aient suscité des critiques plus favorables. Malgré cela, la FOX prend la décision d'annuler la série à l'issue de la saison 3, en mai 2018, faute d'audiences. Cependant, en juin 2018, la plateforme Netflix reprend les droits de la série et officialise une quatrième saison de dix épisodes, mis en ligne dès le 8 mai 2019 ; la série se terminant finalement par la diffusion de sa sixième saison, le 10 septembre 2021.
En 2023, elle rejoint le casting du spin off de The Walking Dead avec le personnage de Rick et Michonne.

### Vie privée
Après trois ans de relation, elle épouse l'acteur Chris Payne Gilbert, en septembre 2015. Le couple a un fils, Kingston Payne Gilbert, né le 18 juillet 2017.

## Filmographie

### Cinéma
- 2010 : The Hopes & Dreams of Gazza Snell de Brendan Donovan : Sharon
- 2011 : InSight de Richard Gabai : Valerie Khoury
- 2012 : A Beautiful Soul de Jeffrey W. Byrd : Angela Barry
- 2013 : Drift de Ben Nott et Morgan O'Neill : Lani
- 2015 : Painkillers de Peter Winther : Guts
- 2018 : Duke d'Anthony Gaudioso et James Gaudioso : Violet
- 2019 : Heartlock de Jon Kauffman : Tera Sharpe
- 2019 : Killing Winston Jones de Joel David Moore : Virginia Carver

### Télévision

#### Séries télévisées
- 2007 : Shortland Street : Sonia (1 épisode)
- 2009 : Diplomatic Immunity : Leilani Fa'auigaese (saison 1, 13 épisodes)
- 2010 : Spartacus : Le Sang des gladiateurs : Naevia (saison 1, 11 épisodes)
- 2010 : Legend of the Seeker : Sœur Théa (saison 2, épisode 22)
- 2010 : This is not my life : Reporter (saison 1, épisodes 7 et 10)
- 2011 : Chuck : Fatima Tazi (saison 4, épisode 14)
- 2011 : Spartacus : Les Dieux de l'arène : Naevia (mini-série, 6 épisodes)
- 2011 : Les Experts : Manhattan : Camille Jordanson (saison 7, épisodes 14 et 19)
- 2011 : Memphis Beat : Adriana (saison 2, épisode 5)
- 2014 : Being Mary Jane : Tamiko Roberts (saison 1, épisode 2)
- 2014 : Killer Women : Amber Flynn (saison 1, épisode 5)
- 2014 : Singles Ladies : Naomi Cox (saison 3, 11 épisodes)
- 2014 : Gotham : Larissa Diaz/Copperhead (saison 1, épisode 10)
- 2014 - 2015 : Flynn Carson et les Nouveaux Aventuriers : Lamia (saison 1, 5 épisodes)
- 2016 - 2021 : Lucifer : Mazikeen dite Maze (rôle principal)
- 2023 : Captain Fall : Liza Barrel (10 épisodes)
- 2024 : The Walking Dead: The One Who Lives : Pearl Thorne

#### Téléfilms
- 2011 : Zombie Apocalypse de Nick Lyon : Cassie
- 2016 : Kat Fight! de John Albanis : Z